# Ír Köztársasági Hadsereg
Az Ír Köztársasági Hadsereg teljes nevén Ideiglenes Ír Köztársasági Hadsereg vagy ír nyelvű elnevezése után Írország önkéntesei   (Írül: Óglaigh na hÉireann; angolul: Provisional  Irish Republican Army; röviden PIRA; ismertebb nevén IRA,  tagjainak megnevezése Provos, magyarul: „provók”) egy ír, hosszú ideig elsősorban katonai jellegű, baloldali, nacionalista ír republikánus szervezet, mely a belfasti egyezmény aláírásáig Észak-Írország Egyesült Királyságból való teljes kiszakadásáért, illetve annak Írországgal történő egyesüléséért harcolt mind katonai, mind politikai úton. 1969-es alakulása óta nyíltan vállalt célja Észak-Írország és Írország felszámolása, és helyükbe egy új, az Ír-sziget teljes területét kitevő szocialista „összír” nemzetállam állítása. A szervezet politikai szárnya a Sinn Féin.

## Története
Az IRA (1922-1969) szervezetet az Egyesült Királyságban illegális terrorszervezetként tartották számon Írországban ezzel szemben legális szervezetként tekintettek rájuk. Az Amerikai Egyesült Államokban sem tartották terrorszervezetnek az IRA-t.
Az IRA (Irish Republican Army) az Ír függetlenségi háborúban (1919-1921) harcolt.  Az Ideiglenes Ír Köztársasági Hadsereg (Provisional Irish Republican Army) az Ír Köztársasági Hadsereg (1922-1969) folytatásának tartja magát, nevében a provisional szó ideiglenest jelent, utalva arra, hogy addig marad fenn a szervezet, míg a „két Írország” nem egyesül az általuk elképzelt formában.
2005. július 28-án az IRA vezetőtanácsa (nemzetközi meglepetésre) bejelentette, hogy felhagy fegyveres akcióival, feloszlatja katonai szárnyát és ezentúl „kizárólag békés módszerekkel, tisztán politikai úton és demokratikus programok révén akar küzdeni politikai célkitűzéseik megvalósításáért.”
Ahogy az összes többi IRA néven futó szervezet, a Provisional IRA is az eredeti Irish Republican Army folytatásának tartja magát, a többi, ugyanezen néven futó szervezetet illegitimnek tartja, és szintén a többihez hasonlóan önmagát Óglaigh na hÉireann (szabad fordításban „Írország önkéntesei”) címmel is illeti, mely szintén az eredeti, 1919-es IRA jelzője volt, noha Írország nem ismeri el a PIRA ezen címét.